# Kalamkari
Le kalamkari est un art pictural traditionnel de l'Iran, de l'Andhra Pradesh et du Telangana dans le sud de l'Inde, mais aussi du Gujarat au sein de la tribu Vaghri. Il s'agit d'une toile de coton écru, peinte à la main à l'aide d'un kalam, bambou taillé muni d'un chiffon servant de réservoir, en utilisant des teintures végétales. "Kalam" désigne en télougou "le stylo", et "kari" signifie "l'art" ou "la main". Les thèmes traditionnels sont la représentation des récits épiques et des puranas (mythologie indienne), ainsi que les motifs floraux. Au cours des âges, l'iconographie s'est enrichie en fonction des goûts des acheteurs et de l'imagination de l'artiste : miniatures mogholes, arbres de vie, tapis persans, scènes de la vie quotidienne, etc.

## Histoire du kalamkari

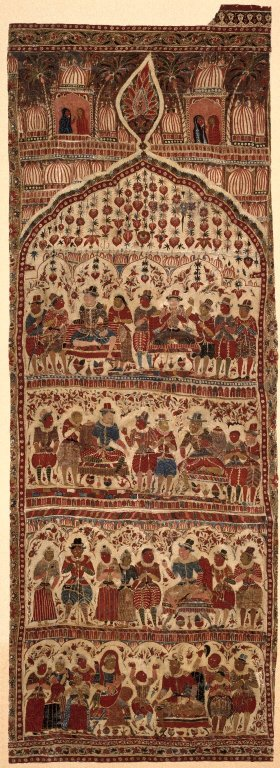
Kalamkari du XVII exposé au Musée de Brooklyn.

Très ancien, cet art a connu son apogée dans le riche royaume de Golconde, (la ville actuelle d'Hyderabad) au Moyen Âge grâce au développement des échanges commerciaux avec la Perse.
Le Kalamkari a été exercé durant des siècles par de nombreuses familles à Sri Kalahasti, berceau de cet art en Andhra Pradesh, pour lesquelles il constituait le moyen de vivre.
Dans les temps anciens, des groupes de chanteurs, musiciens et peintres, appelés chitrakattis, se déplaçaient de village en village pour raconter à un auditoire nombreux les grandes épopées de la mythologie hindouiste. Au fur et à mesure du déroulement de l'histoire, ils illustraient leur récit à l'aide de grandes pièces de toiles peintes sur place avec des moyens rudimentaires, et des teintures extraites de plantes. Les premiers Kalamkari étaient nés. De même on trouvait dans les temples hindouistes de grands panneaux de Kalamkari représentant des épisodes de la mythologie indienne à l'instar des vitraux des cathédrales chrétiennes.
Bien que le Kalamkari ait connu un certain déclin, il semble qu'il regagne une certaine estime populaire en Inde, même s'il est surtout apprécié à l'étranger. Dès le XVIIIe siècle, il a été utilisé par les Britanniques comme élément décoratif et d'habillement.

## La technique
Le tissu de coton, est apprêté par immersion pendant une heure dans un mélange de myrabalam (résine) et de lait de bufflonne. Les contours et motifs sont alors dessinés avec le Kalam trempé dans un mélange de jagré fermenté, de fer rouillé et d'eau, qui donne cette couleur noire profonde. Vient ensuite le tour des autres couleurs végétales appliquées une par une (jaune, bleu, vert, rose, etc.) après Il faut attendre une journée entière de séchage pour chaque couleur. 